# Tamro
Tamro Oyj, Vanda, är finländsk grossistkoncern inom läkemedel och hälsovårdsprodukter. För det räkenskapsår som slutar i januari 2024 var omsättningen 1,7 miljarder euro och antalet anställda 446.

## Historia
Tamro Oyj grundades 1895 i som Drogeri-Handelsbolaget i Tammerfors. Nuvarande namn antogs 1971 antogs i samband med en fusion med den finländska konkurrenten Oy Aurum-Pharmakon Ab. 1995 förvärvades svenska ADA AB, vilket blev ett dotterbolag med namnet Tamro AB. Tamro är sedan 2004 dotterbolag till den tyska läkemedelsgrossisten Phoenix Pharmahandel AG & Co. KG.

## Organisation
Tamro är dotterbolag till den tyska läkemedelsgrossisten Phoenix Pharmahandel AG & Co. KG som har också ett dotterbolag i Sverige, Tamro AB.